# ناوشکن کلاس فرشیا
ناوشکن کلاس فرشیا (به انگلیسی: Freccia-class destroyer) یک کلاس از کشتی است که طول آن ۹۶٫۱۵ متر (۳۱۵ فوت ۵ اینچ) می‌باشد.